# Lancôme

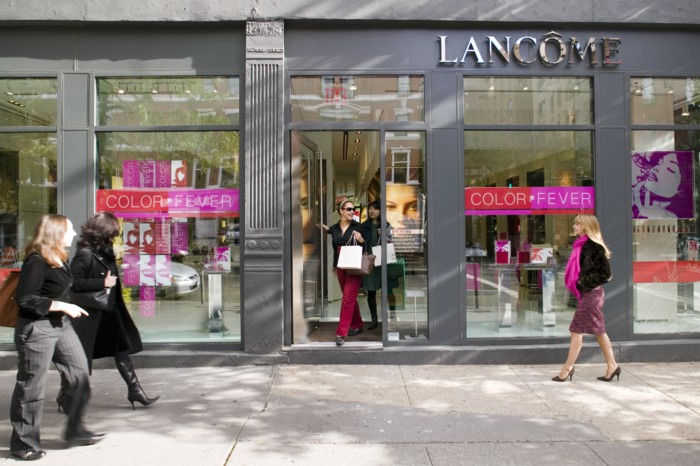
Бутік Lancôme в Нью-Йорку

Lancôme — косметичний бренд, заснований в 1935 році, у даний час належить компанії L'Oreal (з 1964 року).
Компанію Lancôme заснував Арман Петіжан на початку 1935 року. Назву він придумав, надихнувшись видом руїн замку Le Château De Lancosme, а зарості троянд навколо них послужили прототипом для символу марки — золотої троянди. П'ять перших парфумів Lancôme - Tendre Nuit, Bocages, Conquête, Kypre і Tropiques - були представлені на Всесвітній виставці в Брюсселі в 1935 році. Дизайн флаконів для парфумів розробив художник Жорж Справою, який і надалі продовжив роботу з Lancôme. У 1936 компанія розширює асортимент, почавши випускати декоративну косметику і засоби для догляду за шкірою, особливий успіх мала регенеруючий крем Nutrix.
У 1952 році Lancôme випускає один зі своїх кращих ароматів - Tresor. У 1975 році випускає першу туш для вій - Immencils.
Для реклами своєї продукції компанія Lancôme запрошує, як правило, відомих актрис і моделей. У 1979 році «обличчям» фірми стала американська топ-модель Керол Альт. У наступні роки косметичні засоби від Lancôme рекламували Марі Гиллен, Шалом Харлоу, Інес Састре, Ума Турман, Жюльєт Бінош, Міна Суварі і інші.
Один з найбільш довгострокових рекламних контрактів був укладений з актрисою Ізабеллою Росселліні, вона представляла Lancôme протягом 14 років, з 1982 року. У 2005 році Lancôme оголосив про свою співпрацю з супермоделлю Дариною Вербовій. Вона стала «обличчям» нового аромату Hypnôse, лінії декоративної косметики, а також брала участь в розробці лінії макіяжу Brazilian Earth Colours, частина коштів від продажу якої пішла на доброчинність. У тому ж році фірма запустила лінію косметичних засобів для чоловіків, для реклами якої був притягнутий актор Клайв Оуен, також представив чоловічу версію аромату Hypnôse.
У 2007 році Lancôme залучив до співпраці Кейт Уінслет і Енн Хетеуей. Вінслет була покликана змінити Інес Састре в рекламі парфумів Trésor, а Хетеуей представила новий аромат Magnifique. В кінці 2009 року стало відомо, що «обличчям» Lancôme в 2010 році стане Джулія Робертс. У 2011 році честь представляти компанію випала британській актрисі Еммі Уотсон, зйомка рекламної фотосесії з її участю доручена Маріо Тестіно.
На початку грудня 2017 року представник російського офісу компанії L'Oreal заявив, що бренд Lancome припиняє співпрацю з Ксенією Собчак і залишається поза політикою.